# 1962-1966
1962-1966 (conosciuto anche come The Red Album, l'album rosso) è una compilation del gruppo musicale britannico The Beatles, pubblicata nel 1973. Venne pubblicata contemporaneamente al The Blue Album.

## Storia
I brani per l'album, insieme a quelli per il coevo 1967-1970, furono selezionati dal manager del gruppo, Allen Klein. I due album avrebbero dovuto essere affiancati da un documentario di Neil Aspinall, The Long and Winding Road, che però non venne realizzato. I quattro membri del gruppo non presero parte alla scelta dei brani. John Lennon, pochi mesi dopo la pubblicazione, riferì al Melody Maker che: «George, più di tutti noi, ha supervisionato la scelta del materiale (...) Mi hanno mandato delle liste di brani chiedendo la mia opinione, ma ero molto occupato». Paul McCartney riferì nel 1974 alla rivista Rolling Stone che «A dire il vero non mi interessavano granché» e che non li aveva ancora ascoltati. L'album venne pubblicato il 2 aprile e il giorno stesso i quattro membri licenziarono il manager.

## Brani
L'album contiene composizioni dei Beatles uscite nel periodo tra il 1962 e il 1966, alcune pubblicate nei singoli.
La raccolta, insieme alla sua controparte, è stata ristampata il 10 novembre 2023 con l'aggiunta di alcuni brani. Le dodici tracce aggiuntive sono: I Saw Her Standing There, Twist and Shout, This Boy, Roll Over Beethoven, You Really Got a Hold on Me, You Can't Do That, If I Needed Someone, Taxman, Got to Get You into My Life, I'm Only Sleeping, Here, There and Everywhere e Tomorrow Never Knows. Inoltre, la versione di Love Me Do con Ringo Starr alla batteria, sostituisce quella con Andy White alla batteria e Starr al tamburello precedentemente inserita in questa compilation.

## Copertina
La foto di copertina è stata realizzata nello stesso posto, la sede londinese della EMI in Manchester Square, e nella stessa sessione dello scatto usato per il loro primo album, Please Please Me. La foto di Angus McBean mostra i quattro membri nel 1962, affacciati sorridenti nella tromba delle scale della sede della EMI di Londra. All'interno della copertina apribile c'è una foto scattata il 28 luglio 1968, opera di Don McCullin, nella quale si vede il gruppo in mezzo alla folla di Londra ignara della loro presenza, 

## Accoglienza
L'album arriva in prima posizione in Norvegia per 13 settimane e in Austria per 6 settimane. Il primo posto venne raggiunto anche in Francia, Giappone e Spagna, il secondo nei Paesi Bassi e Germania Ovest, il terzo nella Billboard 200 e nella Official Albums Chart, il quarto in Canada e Svizzera, il quinto in Nuova Zelanda e il nono in Australia.

## Tracce
- Tutti i brani sono stati scritti da John Lennon e Paul McCartney.

### Disco 1

#### Lato A (ottobre 1962 - maggio 1964)
1. Love Me Do – 2:23
2. Please Please Me – 2:03
3. From Me to You – 1:57
4. She Loves You – 2:22
5. I Want to Hold Your Hand – 2:26
6. All My Loving – 2:08
7. Can't Buy Me Love – 2:13

#### Lato B (giugno 1964 - agosto 1965)
1. A Hard Day's Night – 2:34
2. And I Love Her – 2:31
3. Eight Days a Week – 2:45
4. I Feel Fine – 2:19
5. Ticket to Ride – 3:10
6. Yesterday – 2:05

### Disco 2

#### Lato A (agosto 1965 - dicembre 1965)
1. Help! – 2:19 – 2:48 (US), (la versione americana contiene l'intro della colonna sonora di James Bond)
2. You've Got to Hide Your Love Away – 2:11
3. We Can Work It Out – 2:16
4. Day Tripper – 2:49
5. Drive My Car – 2:27
6. Norwegian Wood (This Bird Has Flown) – 2:05

#### Lato B (dicembre 1965 - agosto 1966)
1. Nowhere Man – 2:44
2. Michelle – 2:42
3. In My Life – 2:27
4. Girl – 2:31
5. Paperback Writer – 2:31
6. Eleanor Rigby – 2:08
7. Yellow Submarine – 2:37

## Classifiche
| Classifica (1973)                      | Posizione massima |
| -------------------------------------- | ----------------- |
| Australian Kent Music Report Chart     | 18                |
| Austrian Albums Chart                  | 1                 |
| Canadian RPM Albums Chart              | 4                 |
| Dutch Mega Albums Chart                | 2                 |
| Finnish Official Albums Chart          | 2                 |
| French IFOP Albums Chart               | 1                 |
| Italian M&D Albums Chart               | 21                |
| Japanese Oricon LPs Chart              | 1                 |
| Norwegian VG-lista Albums Chart        | 1                 |
| Spanish Albums Chart                   | 1                 |
| UK Albums Chart                        | 3                 |
| US Billboard Top LPs & Tape            | 3                 |
| West German Media Control Albums Chart | 2                 |

| Classifica (2022) | Posizione massima |
| ----------------- | ----------------- |
| Grecia            | 1                 |